# Torpedo suessii
Torpedo suessii är en rockeart som beskrevs av Franz Steindachner 1898. Torpedo suessii ingår i släktet Torpedo och familjen darrockor. IUCN kategoriserar arten globalt som otillräckligt studerad. Inga underarter finns listade i Catalogue of Life.